# Lazarus Bendavid
Lazarus Bendavid  (Berlin, 1762. október 18. – Berlin, 1832. március 28.)  német filozófus és matematikus.

## Életpályája
Üvegcsiszolással kereste kenyerét, emellett tanult, főképpen matematikát. Berlinben nyilvános eladásokat tartott, majd Göttingenbe ment, ahol fizikával és kémiával foglalkozott. Közben megismerkedett Immanuel Kant rendszerével és Bécsbe ment, ahol Kant filozófiájáról s az esztétikáról tartott eladásokat. A bécsi kormány azonban ezeket betiltotta. Bendavid ezután Harrach gróf házában talált menedéket, ahol válogatott közönség előtt folytathatta előadásait és irodalmi működését. 1797-ben visszatért Berlinbe, ahol a francia megszállás idején a Haude és Spener-féle politikai lapot szerkesztette.

## Művei
- Versuch einer logischen Auseinandersetzung des mathematischen Unendlichen, 1789
- Etwas zur Charakteristik der Juden, 1793
- Versuch über das Vergnügen, 1794
- Vorlesungen über die Kritik der reinen Vernunft, 1794
- Vorlesungen über die Critik der practischen Vernunft, 1796
- Vorlesungen über die Critik der Urtheilskraft, 1796
- Beyträge zur Kritik des Geschmacks, 1797
- Vorlesungen über Die Metaphysischen Anfangsgründe der Naturwissenschaft, 1798
- Versuch einer Geschmackslehre, 1799
- Aufsätze verschiedenen Inhalts, 1800
- Philotheos oder über den Ursprung unserer Erkenntniss, 1801 (megkapta e művéért 1802-ben a Berlini Akadémia koszorúját)
- Versuch einer Rechtslehre, 1802
- Selbstbiographie, (Önéletrajz), 1806
- Über die Religion der Ebräer vor Moses, 1812
- Zur Berechnung des jüdischen Kalenders, 1817